# Mojo (revista)
Mojo es una revista de música popular publicada inicialmente por Emap, y desde enero de 2008 por Bauer, todos los meses en el Reino Unido. Tras el éxito de la revista Q, editores Emap buscando un título que satisfacer el creciente interés en el rock clásico. MOJO fue publicada por primera vez el 15 de octubre de 1993, en consonancia con su estética de rock clásico, el primer número hablaba de Bob Dylan y John Lennon. Algunas de las personas que han escrito en la revista son Charles Shaar Murray, Greil Marcus, Nick Kent y Jon Savage. El editor de lanzamiento de Mojo fue Paul Du Noyer y sus sucesores han incluido a Mat Snow, Trynka Paul Gilbert y Pat.
Mientras que algunos la critican por su cobertura frecuente sobre rock clásico como The Beatles y Bob Dylan, fue la primera revista en centrarse en The White Stripes.
MOJO regularmente incluye un CD coleccionable que enlaza con un artículo de revista actual o un tema.

## Listas
Recientemente, la revista ha publicado muchas listas de "Top 100", incluyendo canciones dedicadas a las drogas (Mojo #109), las gestas épicas de rock (Mojo #125), canciones de protesta (Mojo #126) e incluso las canciones más miserables de todos los tiempos (Mojo #127).
En 2007, la revista se propuso determinar "los 100 Mejores Grabaciones que Cambiaron el Mundo". La lista fue compilada y votada por un grupo ecléctico de músicos como Björk, Tori Amos, Tom Waits, Brian Wilson, Pete Wentz, y Steve Earle. El éxito original de Little Richard "Tutti Frutti" de 1955, se llevó el primer lugar. El registro llamado "un torrente de suciedad era cantado por un extraterrestre bisexual" llegó a vencer a "I Want to Hold Your Hand" de The Beatles, en el segundo puesto, Elvis Presley se encontraba en el tercero con "Heartbreak Hotel". Los editores de la revista afirmaron que "los 100 álbumes, sencillos y discos de 78 RPM que conformaban la lista constituyen los discos más influyentes e inspiradores que jamás se han compuesto". Al elogiar "Tutti Frutti", como el sonido del nacimiento del rock & roll, los editores de la revista dijeron: "¡uno sólo se puede imaginar como debe haber sonado cuando el tema estalló en las ondas de radio!".
En el 2009 la revista realizó un ranking de las 20 mejores canciones de The Beatles, la lista se ideó basada en el estilo y ritmo musical. Fue comentada por otros artistas como Ozzy Osbourne, Tori Amos, David Crosby, John Cale, Gnars Barkley, Pete Shelley, Win Butler o Tom Rowlands entre otros.
La edición de septiembre de la revista Mojo llevó consigo un CD tributo a The Beatles Let It Be Revisited, que está a la venta desde el 26 de agosto. Paralelamente, y por primera vez, la revista lanza, en edición limitada, una versión en vinilo. En el Reino Unido podrá adquirirse, a partir del 31 de agosto, en WH Smith, HMV y en unas pocas tiendas. A los Estados Unidos llegará a finales de septiembre, y podrá adquirirse en Borders y Barnes & Noble. Para Europa y el resto del mundo solo hay disponible una pequeña cantidad de ejemplares.

## Ediciones especiales
Muchas ediciones especiales de Mojo se hicieron basadas en un artista o género en especial. Tres de los más exitosos fueron la serie de revistas, producido por el entonces editor de ediciones especiales Chris Hunt, que cuenta la historia de The Beatles.
La edición de septiembre de 2010 llevó consigo un CD tributo a The Beatles, Let It Be Revisited, se puso a la venta el 26 de agosto. Por otro lado, la revista emitió por primera vez una versión limitada en vinilo.
En junio de 2011 Mojo publicó una edición especial sobre los años 1960, en dicho especial incluye un homenaje a SMiLE de The Beach Boys, incluyendo (ya por segunda vez) un sencillo en vinilo de color amarillo con la canción "Cabinessence", la edición también abarca a artistas como The Rolling Stones, The Beatles, Bob Dylan y Jimi Hendrix.